# Sea Change
Sea Change — восьмой студийный альбом американского музыканта Бека, выпущенный на лейбле Geffen Records 24 сентября 2002 года. Альбом был записан за два месяца в Лос-Анджелесе вместе с продюсером Найджелом Годричем, в альбоме присутствуют темы горечи, опустошения и одиночества.
Sea Change добрался до восьмой позиции хит-парада Billboard 200, в 2005 году RIAA присвоила альбому золотой статус. Он был встречен положительными отзывами критиков. Позже альбом был включён во многие списки лучших альбомов 2000-х, на сегодняшний день является одним из самых высокооценённых альбомов автора.

## Рецензии
| Совокупная оценка    | Совокупная оценка |
| Источник             | Оценка            |
| -------------------- | ----------------- |
| Metacritic           | 79/100            |
| Оценки критиков      |                   |
| Источник             | Оценка            |
| AllMusic             | [ 3 ]             |
| Blender              | [ 4 ]             |
| Entertainment Weekly | B+                |
| The Guardian         | [ 6 ]             |
| NME                  | 6/10              |
| Pitchfork            | 6.9/10            |
| Q                    | [ 9 ]             |
| Rolling Stone        | [ 10 ]            |
| Spin                 | 9/10              |
| The Village Voice    | B                 |

## Список композиций
Слова и музыка всех песен — Бек.
| №                   | Название                | Длительность |
| ------------------- | ----------------------- | ------------ |
| 1.                  | «The Golden Age»        | 4:35         |
| 2.                  | «Paper Tiger»           | 4:36         |
| 3.                  | «Guess I’m Doing Fine»  | 4:49         |
| 4.                  | «Lonesome Tears»        | 5:38         |
| 5.                  | «Lost Cause»            | 3:47         |
| 6.                  | «End of the Day»        | 5:03         |
| 7.                  | «It’s All in Your Mind» | 3:06         |
| 8.                  | «Round the Bend»        | 5:15         |
| 9.                  | «Already Dead»          | 2:59         |
| 10.                 | «Sunday Sun»            | 4:44         |
| 11.                 | «Little One»            | 4:27         |
| 12.                 | «Side of the Road»      | 3:23         |
| Общая длительность: | Общая длительность:     | 52:24        |

### Бонусный трек
Представлен на японском издании, а также Mobile Fidelity Sound Lab переиздании.
| №   | Название             | Длительность |
| --- | -------------------- | ------------ |
| 13. | «Ship in the Bottle» | 3:11         |

## Участники записи
Согласно порталу AllMusic.

| Музыканты - Бек — ведущий вокал (все треки), акустическая гитара (все треки, кроме 2 и 4), бэк-вокал (треки 3, 5, 10 и 11), электрогитара (треки 7, 10 и 11), перкуссия (треки 5, 10 и 11), синтезатор (треки 1, 3 и 7), колокольчики (треки 1 и 10), банджо (трек 5), гармоника (трек 3), клавишные (трек 4), пианино (трек 10), струнные аранжировки, Wurlitzer электропиано (трек 7) - Смоки Хормел — электрогитара (треки 1, 3, 5, 7 и 10), акустическая гитара (треки 4, 5, 7 и 9), акустическая слайд-гитара (треки 6, 10 и 12), перкуссия (треки 5 и 10), бэк-вокал (трек 5); bamboo saxophone, megamouth, пианино и tape recorder (трек 10) - Justin Meldal-Johnsen — бас-гитара (треки 1-4, 6, 9-11), контрабас (треки 5, 7, 8, 10 и 12), перкуссия (треки 5, 10 и 11), бэк-вокал (треки 3, 5 и 11), колокольчики (треки 5 и 10), электрогитара (трек 4), пианино (трек 10) - Roger Joseph Manning Jr. — Клавинет (треки 3, 5, 6, 10 и 11), синтезатор (треки 1, 5, 7 и 10), бэк-вокал (треки 3, 5 и 11), перкуссия (треки 5, 10 и 11), пианино (треки 3, 10 и 11), Wurlitzer электропианино (треки 1, 7, 10 и 12); банджо, индийское банджо, колокольчики и гармониум (трек 10) - Joey Waronker — ударные (треки 1, 3, 5, 7, 10-12), перкуссия (все треки, кроме 8 и 9), бэк-вокал (треки 3 и 11), beatbox drums (трек 10) - James Gadson — ударные (треки 2, 4, 6 и 9) - Jason Falkner — электрогитара (треки 2 и 11), бэк-вокал и перкуссия (трек 11) - David Campbell — струнные аранжировки и дирижирование (трек 7) - Nigel Godrich — клавишные (треки 2 и 4), перкуссия (трек 2), string treatment (трек 8), синтезатор (трек 3) - Suzie Katayama — виолончель (трек 7) | Производство - Найджел Годрич — производство, звукоинженер, микширование - Paul Bishow — исполнительный продюсер - Darrell Thorp — ассистент звукоинженера - Bob Ludwig — мастеринг - Elliot Scheiner — SACD/DVD-A surround sound mix Artwork - Autumn de Wilde — cover photo(s) - Jeremy Blake — artwork - Kevin Reagan, Beck — арт-директор, дизайн - Ekaterina Kenney — креативный директор |

## Хит-парады
| Хит-парад (2002)                    | Лучшая позиция |
| ----------------------------------- | -------------- |
| Австралия (ARIA)                    | 15             |
| Австрия (Ö3 Austria)                | 34             |
| Бельгия/Фландрия (Ultratop)         | 16             |
| Бельгия/Валлония (Ultratop)         | 35             |
| Канада (Canadian Albums Chart)      | 5              |
| Дания (Hitlisten)                   | 6              |
| Нидерланды (Album Top 100)          | 53             |
| Финляндия (Suomen virallinen lista) | 23             |
| Франция (SNEP)                      | 13             |
| Германия (Media Control)            | 38             |
| Новая Зеландия (RMNZ)               | 26             |
| Норвегия (VG-lista)                 | 1              |
| Швеция (Sverigetopplistan)          | 46             |
| Швейцария (Schweizer Hitparade)     | 30             |
| Великобритания (UK Albums Chart)    | 20             |
| США (Billboard 200)                 | 8              |

## Сертификации
| Регион | Сертификация | Продажи  |
| --- | ------------ | -------- |
| Канада (Music Canada) | Золотой      | 50 000^  |
| Россия (NFPF) | Золотой      | 10,000*  |
| Великобритания (BPI) | Серебряный   | 90,000   |
| США (RIAA) | Золотой      | 500 000^ |
| * Данные о продажах приведены только на основе сертификации. ^ Данные о тиражах приведены только на основе сертификации. |              |          |

## Доп. ссылки
- Sea Change (англ.) на сайте MusicBrainz
- Sea Change (англ.) на сайте MusicBrainz (Японское издание)
- Sea Change на сайте Metacritic